# Virginia C. Andrews
Cleo Virginia Andrews, född 6 juni 1923, död 19 december 1986, var en amerikansk författare. Hon har bland annat skrivit Vindsträdgården.
Cleo Virginia Andrews föddes 1923 i Portsmouth i Virginia i USA i en vanlig familj där pappan jobbade som maskinist och mamman var hemmafru och tog hand om Virginia och hennes två bröder. Virginia drömde hela tiden om att bli författare en vacker dag. En dag när hon var femton ramlade hon nerför en trappa och skadade sig allvarligt och blev tvungen att sitta i rullstol resten av livet. När hon blev äldre försörjde hon sig som mode- och reklamtecknare. Men hon drömde och längtade efter att hennes första bok hon skulle skriva skulle bli utgiven. Hon började med att köpa en handbok ("How to be a writer in only three weeks"). Hon utvecklade sin skribentförmåga och började skriva små korta böcker. Hon fick hjälp av Ann Petty när hon skulle börja skriva sin första bok.
Den första serien som kom ut handlar om de fyra syskonen Christopher, Catherine, Carrie och Cory som blev inlåsta på en vind där deras mormor plågade dem på alla möjliga sätt. Medan de i väntan på frihet, den frihet de skulle få om deras grymma morfar dör, och deras mamma får alla miljoner hon ska få ärva, är det enda som får dem att fortsätta hoppas på frihet en dag. Men sedan blir de grymt svikna och kommer aldrig mer att kunna lita på någon.
Virginia dog i bröstcancer år 1986 då hon var 63 år gammal. När hon blev sjuk, skrev hon febrilt för att fler böcker skulle komma ut efter hennes död. Hon skrev många idéer till många olika böcker (enligt ryktet 63 stycken) som hon ville skulle utvecklas av en "noga utvald skribent". De första böckerna som kom ut efter hennes död var "Flickan som försvann" (Dawn) och "Hemligheter i gryningen" (Secrets of the morning).
De svenska översättningarna av hennes böcker har gjorts av Ann Björkhem (född 1947).